# Eva Frodl-Kraft
Eva Frodl-Kraft (* 29. September 1916 in Wien, Österreich-Ungarn; † 1. Mai 2011 ebenda) war eine österreichische Kunsthistorikerin und Denkmalpflegerin. Sie war Expertin für mittelalterliche Glasmalerei.

## Leben
Die Tochter von Victor Kraft studierte Geschichte und Kunstgeschichte an der Universität Wien, daneben absolvierte sie eine Ausbildung zur Fotografin. 1944/55 dokumentierte sie im Salzbergwerk Altaussee für das österreichische Bundesdenkmalamt die gesamten Kunstwerke, die dort als NS-Raubgut versteckt worden waren. Von 1972 bis 1979 war sie Leiterin des Institutes für österreichische Kunstforschung des Bundesdenkmalamtes (BDA) und machte aus dem ursprünglich als Kunstführer gedachten Dehio das Basisinventar zu Erschließung des österreichischen Denkmalbestandes.
1973 wurde sie an der Universität Wien habilitiert. 1979 erhielt sie eine Ernennung zum korrespondierenden Mitglied der Österreichischen Akademie der Wissenschaften. Frodl-Kraft war Gründungsmitglied und Präsidentin des internationalen Corpus Vitrearum Medii Aevi. Sie hat zur Erforschung und Erhaltung der Kunstgattung der mittelalterlichen Glasmalerei beigetragen.
Ihr Mann Walter Frodl war von 1965 bis 1970 Präsident des österreichischen Bundesdenkmalamtes.
Eva Frodl-Kraft wurde im Grab ihres Vaters am Hietzinger Friedhof in Wien bestattet.

## Auszeichnungen
- 1981 Preis der Stadt Wien für Geisteswissenschaften
- 1986 Wilhelm-Hartel-Preis der Österreichischen Akademie der Wissenschaften
- 1993 Wissenschaftspreis des Landes Niederösterreich

## Publikationen
- (mit Walter Frodl) Kunst in Südtirol. Bruckmann Verlag, München 1960.
- Die mittelalterlichen Glasgemälde in Wien. Böhlau, Graz/Wien/Köln 1962 (= Corpus Vitrearum Medii Aevi, Österreich. Bd. 1).
- Gotische Glasmalereien aus dem Kreuzgang in Klosterneuburg. Klosterneuburger Buch- und Kunstverlag, Klosterneuburg 1963 (Klosterneuburger Kunstschätze. Bd. 3).
- Das Problem der Schwarzlot-Sicherung an mittelalterlichen Glasgemälden, Theoretische Möglichkeiten und praktische Vorarbeiten. Institut für österreichische Kunstforschung des Bundesdenkmalamtes, Wien 1963.
- Die Glasmalerei: Entwicklung, Technik, Eigenart. Schroll, Wien/München 1970.
- Die mittelalterlichen Glasgemälde in Niederösterreich. Tl. 1: Albrechtsberg bis Klosterneuburg. Böhlau, Wien/Köln/Graz 1972 (= Corpus Vitrearum Medii Aevi, Österreich. Bd. 2.1).
- Gefährdetes Erbe: Österreichs Denkmalschutz und Denkmalpflege 1918–1945 im Prisma der Zeitgeschichte. Böhlau, Wien 1997, ISBN 3-205-98757-8.
- Die Bildfenster der Georgskapelle in der Burg zu Wiener Neustadt. Bundesministerium für Landesverteidigung, Wien (2003).